# 戈列雷火山

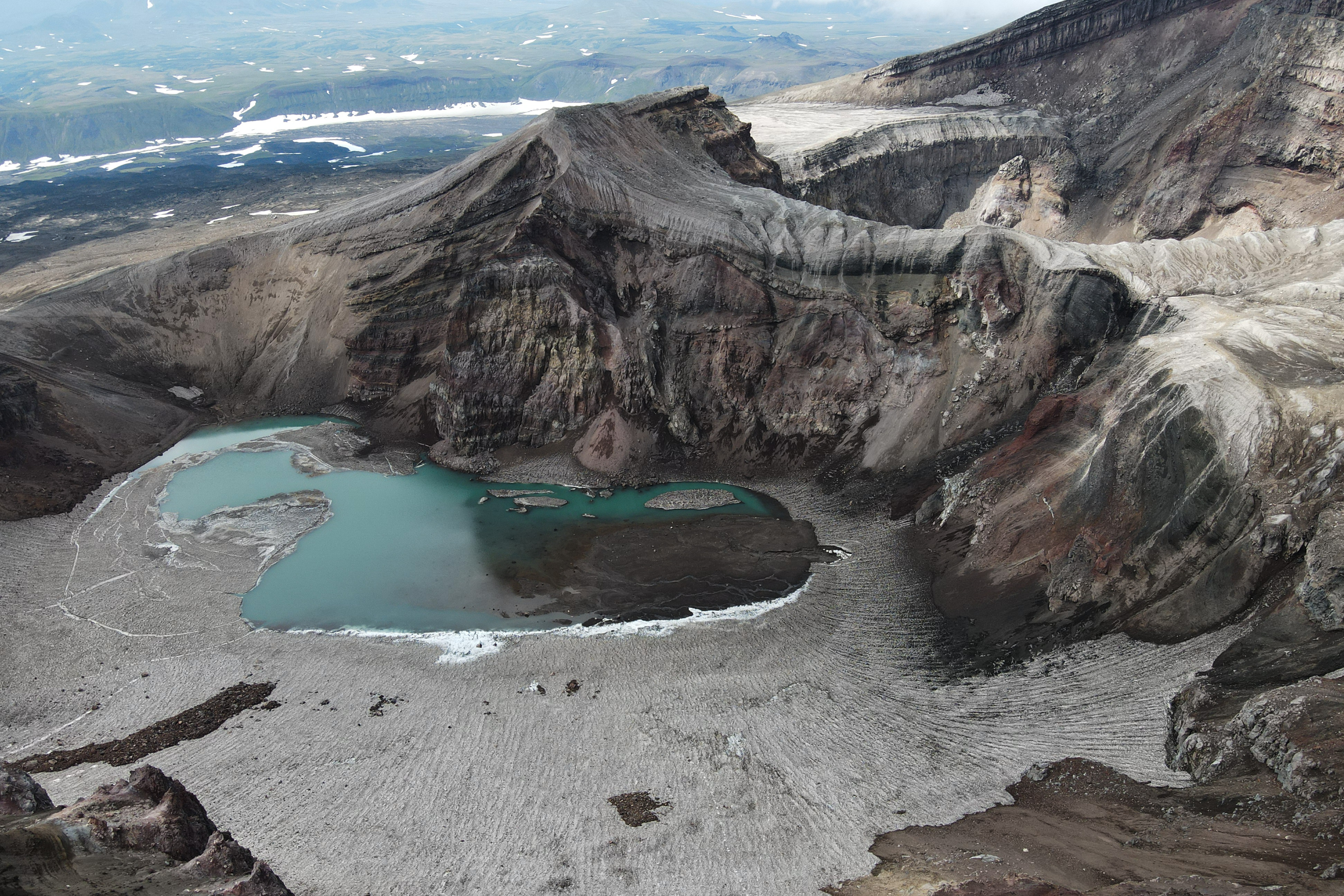
戈列雷火山。
照片：坦尼娅·夜莺。

戈列雷火山是俄羅斯的火山，位於堪察加彼得罗巴甫洛夫斯克西南約75公里的堪察加半島南部，海拔高度1,829米，最近一次火山噴發在公元1986年發生。